# Ruben Impens
 (juillet 2021).
Si vous disposez d'ouvrages ou d'articles de référence ou si vous connaissez des sites web de qualité traitant du thème abordé ici, merci de compléter l'article en donnant les références utiles à sa vérifiabilité et en les liant à la section « Notes et références ».
Ruben Impens, né le 31 mars 1971,  est un directeur de la photographie belge.

## Biographie
Avec l'ingénieur du son et un mixeur Stéphane Thiébaut, il remporte le prix CST de l'artiste technicien au Festival de Cannes 2025.

## Filmographie
- 2004 : Steve + Sky de Felix Van Groeningen
- 2007 : Dagen zonder lief de Felix Van Groeningen
- 2008 : Moscow, Belgium de Christophe Van Rompaey
- 2009 : La Merditude des choses (De Helaasheid der dingen) de Felix Van Groeningen
- 2010 : Beyond the Steppes de Vanja d'Alcantara
- 2010 : Turquaze de Kadir Ferati Balci
- 2010 : Adem de Hans Van Nuffel
- 2011 : Code 37 de Jakob Verbruggen
- 2012 : Offline de Peter Monsaert
- 2012 : Alabama Monroe (The Broken Circle Breakdown) de Felix Van Groeningen
- 2012 : Brasserie romantique (Brasserie Romantiek) de Joël Vanhoebrouck
- 2014 : Trouw met mij de Kadir Ferati Balci
- 2015 : The Sky Above Us de Marinus Groothof
- 2015 : Café Derby de Lenny Van Wesemael
- 2016 : Belgica de Felix Van Groeningen
- 2016 : Grave de Julia Ducournau
- 2016 : Le Cœur régulier de Vanja d'Alcantara
- 2017 : Zagros de Sahim Omar Kalifa
- 2018 : My Beautiful Boy (Beautiful Boy) de Felix Van Groeningen
- 2019 : Dirty God de Sacha Polak
- 2019 : Nevada (The Mustang) de Laure de Clermont-Tonnerre
- 2021 : Titane de Julia Ducournau
- 2022 : Les Huit Montagnes (Le otto montagne) de Felix Van Groeningen et Charlotte Vandermeersch

## Distinctions

### Récompenses
- Ensors 2013 : meilleure photographie pour Alabama Monroe
- Festival international du film des frères Manaki 2017 : Silver Camera 300 pour Belgica
- Magritte 2022 : meilleure image pour Titane
- David di Donatello 2023 : Meilleure photographie pour Les Huit Montagnes[1],[2]
- Festival de Cannes 2025 : Prix CST de l'Artiste-Technicien pour Alpha

### Nominations
- Ensors 2011 : meilleure photographie pour Beyond the Steppes
- Magritte 2018 : meilleure image pour Grave
- Ensors 2018 : meilleure photographie pour Zagros
- César 2022 : meilleure photographie pour Titane